# گیلنفلد
گیلنفلد (به آلمانی: Gillenfeld) یک شهر در آلمان است که در فولکانایفل واقع شده‌است. گیلنفلد ۱٬۴۴۴ نفر جمعیت دارد.